# Hapalaraea palpalis
Hapalaraea palpalis är en skalbaggsart som först beskrevs av Luze 1906.  Hapalaraea palpalis ingår i släktet Hapalaraea, och familjen kortvingar. Arten förekommer tillfälligt i Sverige, men reproducerar sig inte.